# Naust

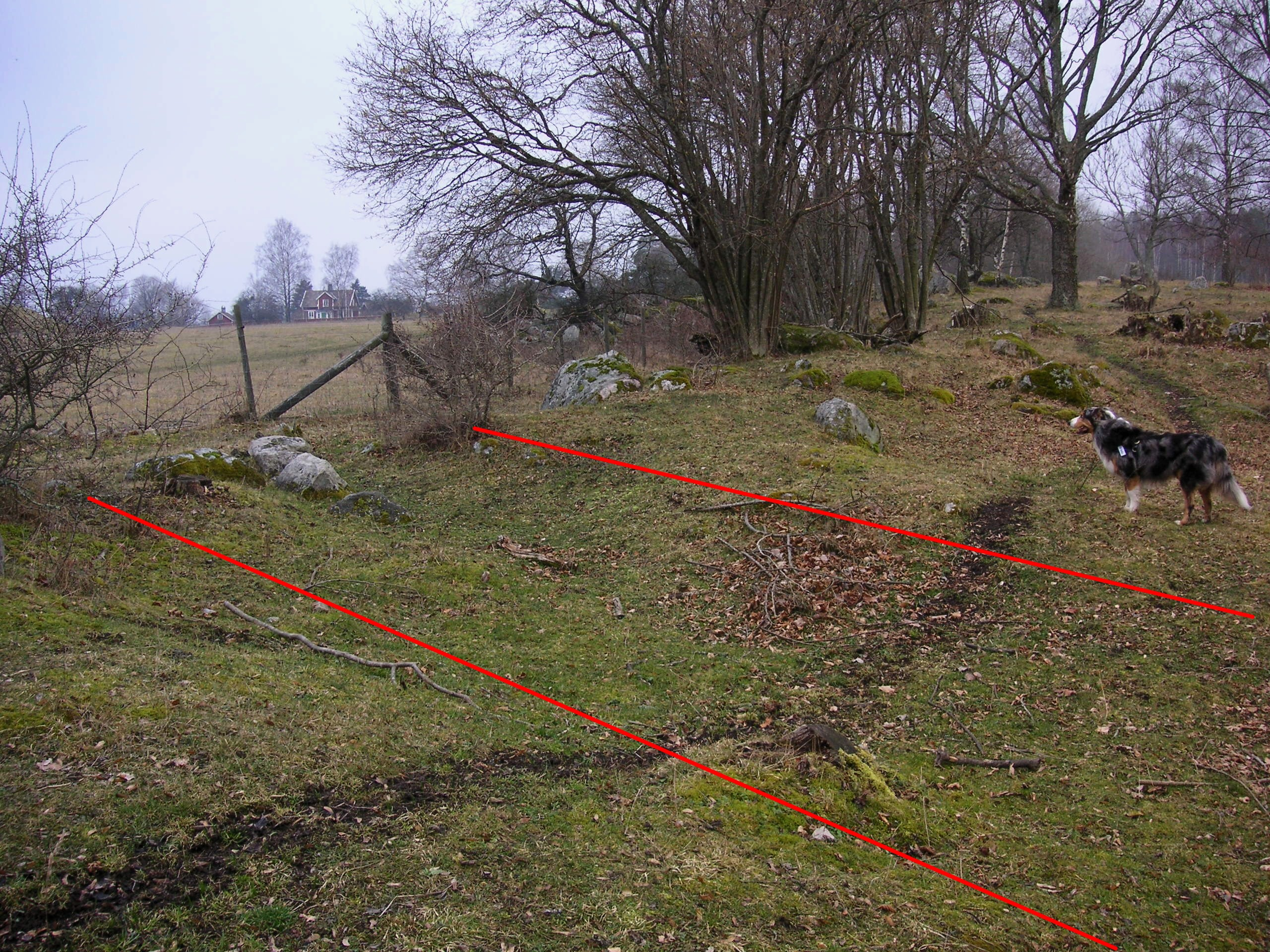
Naust vid Hovgården, mellan de röda linjerna syns en ca. 3-4 meter bred ränna i marken.

Naust är båthuslämningar från vikingatiden. 
Naustar är "rännor"  grävda i marken vid den vikingatida strandlinjen för att dra upp båten eller skeppet. På Adelsön i Mälaren ligger dessa en bit uppe på land på grund av landhöjningen som har lett till att vattennivån skenbart har sjunkit med ca. fem meter.
Delar av nausten var förmodligen täckt med tak, så att man kunde arbeta med skeppet. Naust är norska och danska och betyder båthus. Naustar har bara påträffats vid Nordsjö- och Atlant-kusten samt på Adelsön vid Hovgården i närheten av Alsnö hus. Vid Hovgården ingår dessa i Unesco världsarvet.
En liknande lämningstyp är så kallade Båtlänningar.